# Nghị quyết ES-11/1 của Đại Hội đồng Liên Hợp Quốc
Nghị quyết ES-11/1 của Đại Hội đồng Liên Hợp Quốc là nghị quyết của phiên họp đặc biệt khẩn cấp lần thứ 11 của Đại hội đồng Liên hợp quốc, được thông qua vào ngày 2 tháng 3 năm 2022. Nghị quyết chỉ trích Nga xâm lược Ukraina và yêu cầu Nga rút toàn bộ lực lượng và đảo ngược quyết định công nhận Cộng hòa Nhân dân Donetsk và Luhansk tự xưng. Nghị quyết được 106 quốc gia bảo trợ và được thông qua với 141 phiếu thuận, 5 phiếu chống và 35 phiếu trắng.

## Kết quả bỏ phiếu[2]
| Phiếu       | Số lượng | Quốc gia | % số phiếu | % of tổng cộng Thành viên LHQ |
| ----------- | -------- | --- | ---------- | ----------------------------- |
| Phiếu thuận | 141      | Afghanistan, Albania, Andorra, Antigua và Barbuda, Argentina, Australia, Áo, Bahamas, Bahrain, Barbados, Bỉ, Belize, Benin, Bhutan, Bosnia-Herzegovina, Botswana, Brazil, Brunei, Bulgaria, Campuchia, Canada, Cape Verde, Chad, Chile, Colombia, Comoros, Costa Rica, Bờ Biển Ngà, Croatia, Síp, Cộng hòa Séc, Cộng hòa Dân chủ Congo, Denmark, Djibouti, Dominica, Cộng hòa Dominica, Ecuador, Ai Cập, Estonia, Fiji, Phần Lan, Pháp, Gabon, Gambia, Gruzia, Đức, Ghana, Hy Lạp, Grenada, Guatemala, Guyana, Haiti, Honduras, Hungary, Iceland, Indonesia, Ireland, Israel, Italia, Jamaica, Nhật Bản, Jordan, Kenya, Kiribati, Kuwait, Latvia, Lebanon, Lesotho, Liberia, Libya, Liechtenstein, Litva, Luxembourg, Malawi, Malaysia, Maldives, Malta, Quần đảo Marshall, Mauritania, Mauritius, Mexico, Micronesia, Moldova, Monaco, Montenegro, Myanmar, Nauru, Nepal, Hà Lan, Hà Lan, Niger, Nigeria, Bắc Macedonia, Na Uy, Oman, Palau, Panama, Papua New Guinea, Paraguay, Peru, Philippines, Ba Lan, Bồ Đào Nha, Qatar, Hàn Quốc, Romania, Rwanda, Saint Kitts và Nevis, Saint Lucia, Saint Vincent và Grenadines, Samoa, San Marino, São Tomé và Príncipe, Ả Rập Saudi, Serbia, Seychelles, Sierra Leone, Singapore, Slovakia, Slovenia , Quần đảo Solomon, Somalia, Tây Ban Nha, Suriname, Thụy Điển, Thụy Sĩ, Thái Lan, Đông Timor, Tonga, Trinidad và Tobago, Tunisia, Thổ Nhĩ Kỳ, Tuvalu, Ukraina, Các Tiểu vương quốc Ả Rập Thống nhất, Vương quốc Anh, Hoa Kỳ, Uruguay, Vanuatu, Yemen, Zambia | 77.90%     | 73.06%                        |
| Phiếu chống | 5        | Belarus, Bắc Triều Tiên, Eritrea, Liên bang Nga, Syria | 2.76%      | 2.59%                         |
| Phiếu trắng | 35       | Algeria, Angola, Armenia, Bangladesh, Bolivia, Burundi, Cộng hòa Trung Phi, Trung Quốc, Congo, Cuba, El Salvador, Guinea Xích Đạo, Ấn Độ, Iran, Iraq, Kazakhstan, Kyrgyzstan, Lào, Madagascar, Mali, Mongolia, Mozambique, Namibia, Nicaragua, Pakistan, Senegal, Nam Phi, Nam Sudan, Sri Lanka, Sudan, Tajikistan, Tanzania, Uganda, Việt Nam, Zimbabwe | 19.34%     | 18.13%                        |
| Vắng mặt    | 12       | Azerbaijan, Burkina Faso, Cameroon, Ethiopia, Eswatini, Guinea, Guinea-Bissau, Morocco, Togo, Turkmenistan, Uzbekistan, Venezuela | –          | 6.18%                         |
| Tổng cộng   | 193      | – | 100%       | 100%                          |